# Peter Hjörne

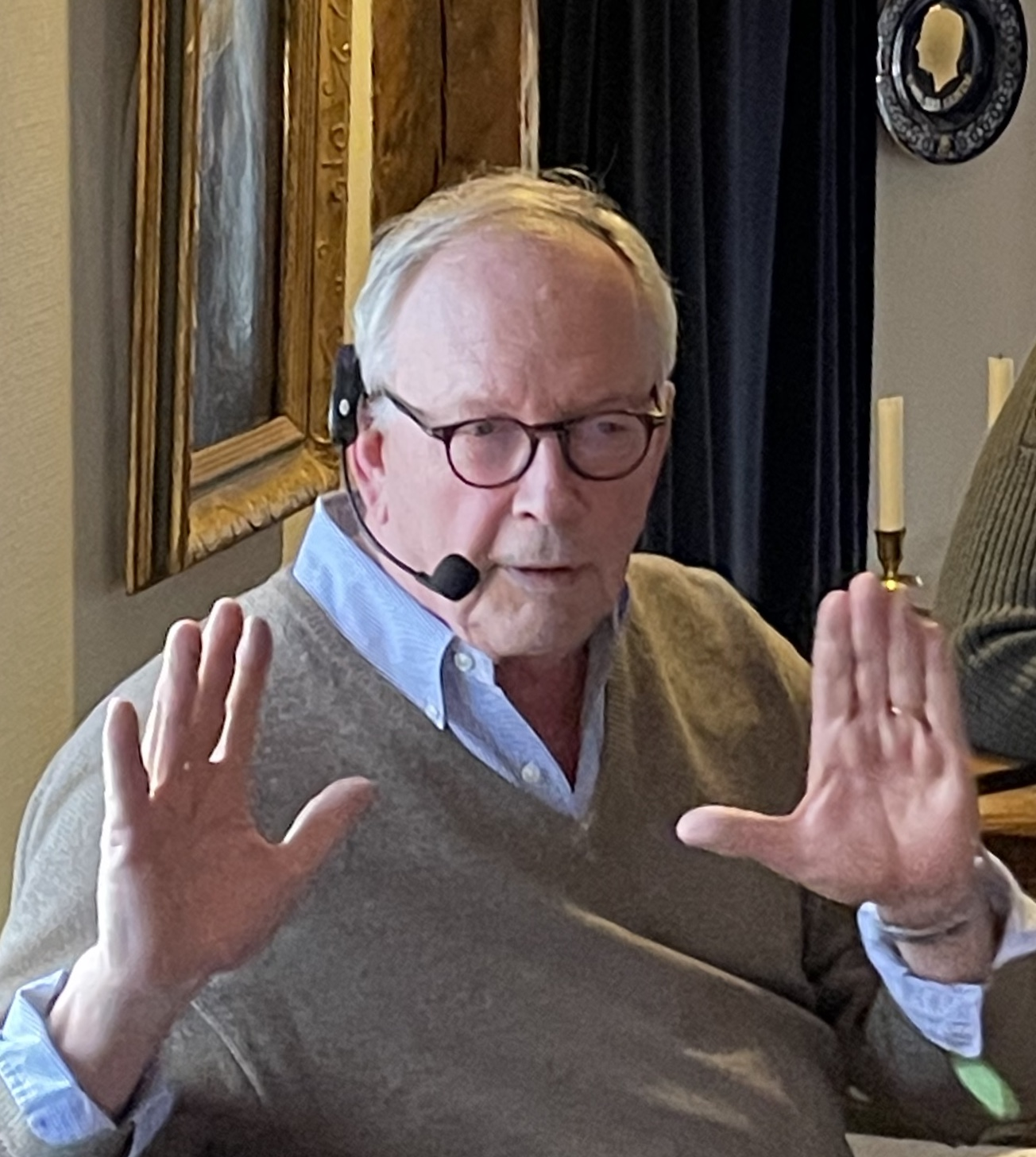
Peter Hjörne berättar om sin och Göteborgs-Postens historia vid en kulturafton i april 2024 på Drottning Kristinas jaktslott.

Peter Lars Hjörne, född 7 september 1952 i Johannebergs församling i Göteborg, är en svensk journalist och företagsledare. 
Peter Hjörne är son till Lars Hjörne och Anne Gyllenhammar (1930–2016) och sonson till Harry Hjörne. Han är systerson till Pehr G. Gyllenhammar och bror till författarinnan Marika Cobbold Hjörne. Han är tillsammans med sina fem döttrar huvudägare i ägarbolaget Skärleja AB, vilket i sin tur är majoritetsägare i Stampengruppen. Han är ordförande i Stampengruppens moderbolags styrelse sedan juli 2014.
Peter Hjörne utbildade sig i ekonomisk historia, informationsteknik och nationalekonomi vid Lunds universitet och till civilekonom på Handelshögskolan i Göteborg. År 1979 började han på Göteborgs-Posten. Under åren 1985–1993 var han verkställande direktör på tidningen. Mellan 1993 och 2001 var han chefredaktör och ansvarig utgivare, 2001–2008 var han chefredaktör för opinionsavdelningarna. Han lämnande sitt delade chefredaktörskap 2012.  
Peter Hjörne är gift i andra äktenskapet med Karin Tufvesson Hjörne och har fem döttrar, bland andra Josefin Meyer och Cecilia Hjörne.